# Walhaz
*Walhaz (ᚹᚨᛚᚺᚨᛉ) è una parola proto-germanica, che significa "straniero", "estraneo", "romano" o "celta/gallo". Questo termine era usato dalle tribù germaniche per indicare gli abitanti dell'Impero romano, e cioè quei popoli in larga parte romanizzati e che parlavano latino o una lingua celtica. Da *Walhaz derivano welsch, usato nella Svizzera tedesca e nell'Alto Adige per indicare italiani e francesi, il nederlandese waals, valloni, e l'inglese welsh, per indicare i gallesi. Anche le tribù slave, in migrazione nell'Alto Medioevo, adottarono per Latini e Celti la stessa parola "walhaz" originando i termini włoski (italiano) in polacco, vlasi (valacchi, maurowlach o morlacchi) in lingua slava per i latini di Dalmazia o dei Balcani.

## Da *Walhaz a welsch

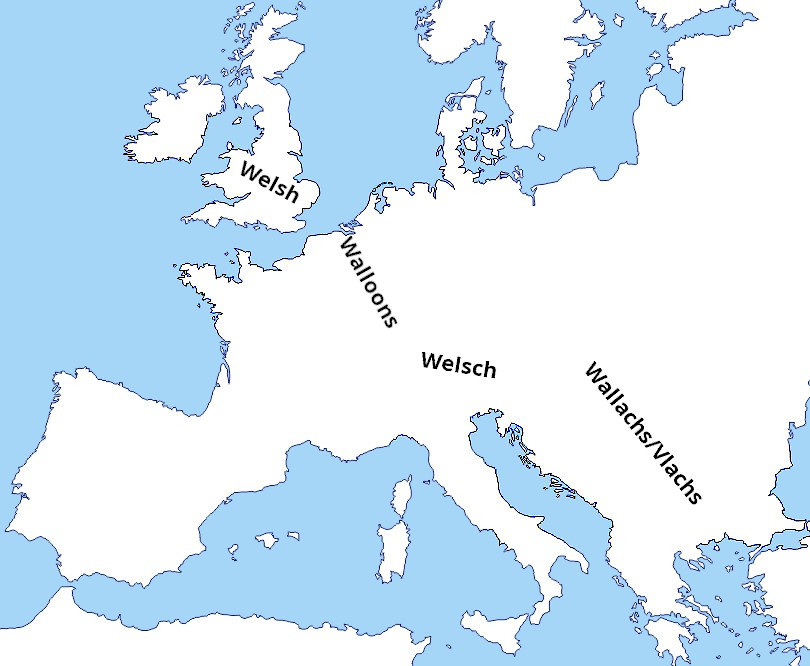
Mappa dei vari esonimi derivati dal termine «Walhaz» per indicare territori abitati da popolazioni di lingue romanze.

Walh deriva quasi certamente dal nome della tribù celtica nota agli antichi romani come Volci e agli antichi greci come Ouólkai. Questa tribù occupava un territorio vicino a quello dei Germani e pare che costoro vi si riferissero chiamandoli *Walhaz. Alternativamente deriva dal termine latino "Galli", nome romano per i Celti. Comunque sia, questo termine venne indiscriminatamente utilizzato per indicare tutti i popoli di lingua celtica o latina che confinavano a sud o ad ovest con i Germani; questi vicini all'epoca erano quasi completamente romanizzati e perciò i Germani estesero l'uso del termine a tutti i Celti e poi a tutti gli abitanti dell'Impero romano. Ad esempio, il nome storico tedesco per Verona è Welschbern, per Brescia Welsch-Brixen (o Wälsch-Brixen), per Bergamo Wälsch-Bergen e per Mezzolombardo è Welschmetz. Durante l'appartenenza all'Impero austriaco, poi, il territorio tirolese abitato dalla popolazione di lingua italiana (indicativamente l'attuale Trentino) veniva talvolta identificato dai tedeschi con l'esonimo Welschtirol.
Il termine Welschland (o Wälschland) era l'antico termine tedesco per l'Italia (secondo alcuni derivato da Walland, «Paese marittimo»); in seguito è diventato il termine usato anche per indicare la Francia e la Svizzera romanda.
Oggi welsch non è più in uso nel tedesco standard fatta eccezione per la Svizzera. Il termine è utilizzato non solo nel suo contesto storico, ma anche come peggiorativo per descrivere Italiani e Francesi.

## Da *Walhaz a Vlach
Nell'Europa centrale e orientale, la parola vlach, utilizzata per indicare gli antichi romani, venne prese in prestito dalla tribù germanica dei Goti nel proto-slavo prima del VII secolo. La prima fonte che fa uso scritto di questo termine è lo storico bizantino Cedreno, nella metà dell'XI secolo. Dagli Slavi il termine passò ad altri popoli, come gli Ungheresi (oláh, in riferimento ai Valacchi, più precisamente ai Rumeni; olasz, in riferimento agli Italiani) e i Bizantini, utilizzato in riferimento alle genti che nei Balcani parlavano latino.
La parola polacca Włoch (al plurale Włosi), per italiano, Włochy, per Italia e Włoski, per lingua italiana, sono ulteriori evoluzioni di vlach.